# التهاب الجلد بالطلاء
التهاب الجلد بالطلاء (بالإنجليزية: Lacquer dermatitis) أو تحسس الطلاء (بالإنجليزية: Lacquer sensitivity) هي حالة جلدية تمتاز بأنها عبارة عن التهاب جلد تماسي نتيجة استعمال طلاء لك.